# Dans l'ombre de San Francisco

Dans l'ombre de San Francisco (Woman on the Run) est un film américain réalisé par Norman Foster en 1950.

## Synopsis
Un soir, Frank Johnson assiste en promenant son chien au meurtre d'un homme. Témoin clé pour la police comme pour l'assassin, il s'enfuit pris de panique laissant même sa femme Eleanor sans nouvelle. Celle-ci ne parait pas spécialement bouleversée, leur mariage battant de l'aile depuis un moment. Avec l'aide du reporter Dan Leggett, Eleanor va cependant se mettre à la recherche de son mari et découvrir de nouvelles facettes de sa personnalité pendant l'enquête. Elle va remettre en question son couple, et finalement vouloir relancer leur relation.

## Fiche technique
- Titre original : Woman on the Run
- Réalisation : Norman Foster
- Scénario : Alan Campbell, Norman Foster et Sylvia Tate
- Production : Fidelity Pictures Corporation
- Directeur de la photographie : Hal Mohr
- Distribution : Universal Pictures
- Monteur : Otto Ludwig
- Musique : Arthur Lange et Emil Newman
- Pays :  États-Unis
- Langue : anglais
- Format : noir et blanc - 35 mm
- Genre : Film noir
- Durée : 77 minutes
- Date de sortie :
  - États-Unis : 12 octobre 1950

## Distribution
- Ann Sheridan : Eleanor Johnson
- Dennis O'Keefe : Daniel Legget
- Robert Keith : Inspecteur Martin Ferris
- John Qualen : Maibus
- Frank Jenks : Détective Shaw
- Ross Elliott : Frank Johnson
- Jane Liddell : Messenger Girl
- Joan Shawlee : Blonde (as Joan Fulton)
- J. Farrell MacDonald : Sea Captain
- Steven Geray : Dr. Hohler
- Victor Sen Yung : Sam
- Reiko Sato : Suzie
- Syd Saylor : Sullivan